# Camponotus depressiceps
Camponotus depressiceps är en myrart som beskrevs av Auguste-Henri Forel 1879. Camponotus depressiceps ingår i släktet hästmyror, och familjen myror. Inga underarter finns listade.